# تونا (بنگلادش)
تونا (به لاتین: Tona) یک روستا در بنگلادش است که در استان باریسال و در ناحیه پیروج‌پور واقع شده است.